# El autor
El autor is een Spaans-Mexicaanse film uit 2017, geregisseerd door Manuel Martín Cuenca.

## Verhaal
Álvaro (Javier Gutiérrez) staat op het punt te scheiden van zijn vrouw Amanda (María León), een succesvol schrijfster van bestsellers. Hij besluit zijn droom na te jagen en een literaire roman te gaan schrijven. Helaas heeft hij weinig talent. Met behulp van schrijfdocent Juan (Antonio de la Torre) ontdekt hij dat goede fictie vanuit de realiteit wordt geschreven. Hij begint zijn buren te manipuleren om inspiratie op te doen voor zijn boek.

## Rolverdeling
| Acteur              | Personage   |
| ------------------- | ----------- |
| Javier Gutiérrez    | Álvaro      |
| María León          | Amanda      |
| Adelfa Calvo        | Portera     |
| Adriana Paz         | Irene       |
| Tenoch Huerta       | Enrique     |
| Rafael Téllez       | Sr. Montero |
| Antonio de la Torre | Juan        |
| Domi del Postigo    | Presentador |
| José Carlos Carmona | Jesús       |
| Alberto González    | Don Alfonso |

## Ontvangst

### Recensies
Op Rotten Tomatoes geeft 61% van de 18 recensenten de film een positieve recensie, met een gemiddelde score van 6,94/10. Website Metacritic komt tot een score van 58/100, gebaseerd op 4 recensies. De Volkskrant schreef: "(...) het einde laat je ietwat onbevredigd achter, maar stijlvol is El autor zeer zeker en hoofdrolspeler Gutiérrez levert geweldig spel."

### Prijzen en nominaties
De film werd genomineerd voor negen Premios Goya, waarvan de film er twee won.
| Jaar | Evenement                       | Categorie                | Genomineerde                                       | Resultaat   |
| ---- | ------------------------------- | ------------------------ | -------------------------------------------------- | ----------- |
| 2018 | Premios Goya (32ste uitreiking) | Beste film               | El autor                                           | Genomineerd |
| 2018 | Premios Goya (32ste uitreiking) | Beste regisseur          | Manuel Martín Cuenca                               | Genomineerd |
| 2018 | Premios Goya (32ste uitreiking) | Beste acteur             | Javier Gutiérrez                                   | Gewonnen    |
| 2018 | Premios Goya (32ste uitreiking) | Beste mannelijke bijrol  | Antonio de la Torre                                | Genomineerd |
| 2018 | Premios Goya (32ste uitreiking) | Beste vrouwelijke bijrol | Adelfa Calvo                                       | Gewonnen    |
| 2018 | Premios Goya (32ste uitreiking) | Beste debuterend actrice | Adriana Paz                                        | Genomineerd |
| 2018 | Premios Goya (32ste uitreiking) | Beste bewerkt scenario   | Manuel Martín Cuenca, Alejandro Hernández          | Genomineerd |
| 2018 | Premios Goya (32ste uitreiking) | Beste geluid             | Daniel de Zayas, Pelayo Gutiérrez, Alberto Ovejero | Genomineerd |
| 2018 | Premios Goya (32ste uitreiking) | Beste origineel nummer   | José Luis Perales ("Algunas veces")                | Genomineerd |